# Volksentscheid zum Bayerischen Senat
Der Volksentscheid zum Bayerischen Senat wurde am 8. Februar 1998 abgehalten und behandelte die Frage der Abschaffung beziehungsweise der Reform des Bayerischen Senats. Ausgelöst wurde der Volksentscheid durch das Volksbegehren „Schlanker Staat ohne Senat“, das in den Jahren 1996 und 1997 von der Ökologisch-Demokratischen Partei (ÖDP), dem Verein Mehr Demokratie und weiteren Bündnispartnern organisiert worden war. 
Ziel des Volksbegehrens war es, per Volksgesetzgebung die politischen Strukturen des Freistaates Bayern durch die Abschaffung des Senats (der 2. Parlamentskammer) zu verschlanken. Der Landtag (1. Kammer) erarbeitete als Gegenvorlage das „Senatsreformgesetz“, das die Beibehaltung des Senats bei einer gleichzeitigen Reform seiner Zusammensetzung und Arbeitsweise vorsah. Im Volksentscheid sprachen sich mit 69,2 % eine Mehrheit der Abstimmenden für die Vorlage der Initiative aus, 23,34 % stimmte für das „Senatsreformgesetz“. Dem Votum der Abstimmung folgend, wurde der Bayerische Senat zum 1. Januar 2000 aufgelöst.

## Geschichte

### Planung
Im Oktober 1996 hatte die bayerische ÖDP auf ihrem Landesparteitag einen Grundsatzbeschluss gefasst, wonach ein Volksbegehren gestartet werden sollte, das die Abschaffung des bayerischen Senats zum Ziel hat. Obwohl dies in der Presse zunächst eher wenig Beachtung gefunden hatte, erhielt die Partei ein Schreiben des damaligen Senatspräsidenten Walter Schmitt-Glaeser, der ihr nahelegte, dieses Vorhaben zu überdenken.

### Unterschriftensammlung und Eintragungsfrist
Nachdem die ÖDP einen entsprechenden Gesetzesentwurf ausgearbeitet hatte, sammelte sie in den Folgemonaten die hierfür benötigten 25.000 Unterschriften, um diese bereits zum Politischen Aschermittwoch im Februar 1997 der Öffentlichkeit zu präsentieren. Zum Erreichen dieses Ziels wurde die Unterschriftensammlung selbst bei extremen Temperaturen durchgeführt. Unterstützung erhielt die ÖDP auch von anderen Organisationen, unter anderem von der SPD, dem  Bündnis 90/Die Grünen, der FDP, der Arbeitsgemeinschaft Bayerischer Junglehrer und Animal 2000.

Cover einer Mini-CD, von den Jungen Ökologen anlässlich des Volksbegehrens an die Senatoren verschickt

Danach war es während der vom 10. bis 23. Juli andauernden Eintragungsfrist notwendig, dass sich zehn Prozent aller Wahlberechtigten in den Rathäusern eintrugen. Dieses Quorum ist Voraussetzung, damit ein Volksbegehren zur Abstimmung zugelassen wird. Um für ihr Begehren zu werben, verkleideten sich an ÖDP-Infoständen mancherorts Parteimitglieder als römische Senatoren. Sie warfen mit Geld um sich, um so zu demonstrieren, dass der Senat den Steuerzahler jährlich viel Geld koste und aufgrund seiner Existenz „Geld zum Fenster hinausgeworfen“ werde.

### Durchführung
Prominente Unterstützer außerhalb der Partei waren unter anderem Renate Schmidt (SPD), Hildegard Hamm-Brücher (FDP) und der Schauspieler Robert Atzorn. Am Stichtag hatten sich insgesamt 928.652 Bürger – und damit 10,5 % aller Wahlberechtigten – eingetragen. Regional fiel die Zustimmung dabei sehr unterschiedlich aus. Hatten in Cham sich weniger als sechs Prozent eingetragen, so waren es in der Landeshauptstadt München 11,6 %; landesweiter Spitzenreiter war Memmingen, wo mehr als 22 % mobilisiert werden konnten.
Die CSU präsentierte derweil einen Gegenvorschlag, wonach der Senat einer Reform unterzogen werden sollte. Demnach sollte beispielsweise die Zusammensetzung der dort vertretenen Verbände verändert, die Frauenquote erhöht und das Mindestalter von vierzig Jahren aufgehoben werden.

### Ergebnis
Der Volksentscheid selbst fand am 8. Februar 1998 statt. Gleichzeitig wurden in Bayern zwei Volksentscheide zu vom Landtag beschlossenen Änderungen der Landesverfassung abgehalten. Die erste Vorlage sah die Anpassung der in der Verfassung genannten Grundrechte und Staatsziele vor. Die zweite Vorlage enthielt Anpassungen der Artikel zu Landtag und Staatsregierung. Im Volksentscheid stimmte eine Mehrheit der Abstimmenden den beiden Änderungen der Landesverfassung zu. 
Die Vorlage Schlanker Staat ohne Senat wurde ebenfalls angenommen und setzte sich in der Abstimmung gegen die Vorlage des Landtages durch.
| Vorlage                      | Beteiligung (absolut) | Beteiligung (in %) | „Ja“-Stimmen (absolut) | „Ja“-Stimmen (in %) | „Nein“-Stimmen (absolut) | „Nein“-Stimmen (in %) | Ungültige (absolut) | Ungültige (in %) | Ergebnis |
| ---------------------------- | --------------------- | ------------------ | ---------------------- | ------------------- | ------------------------ | --------------------- | ------------------- | ---------------- | -------- |
| Grundrechte und Staatsziele  | 3.527.633             | 39,9 %             | 2.567.247              | 75,0 %              | 856.344                  | 25,0 %                | 100.164             | 2,8 %            |          |
| Landtag und Staatsregierung  | 3.527.633             | 39,9 %             | 2.532.323              | 73,9 %              | 892.340                  | 26,1 %                | 99.196              | 2,8 %            |          |
| „Schlanker Staat ohne Senat“ | 3.527.633             | 39,9 %             | 2.412.944              | 69,2 %              | 249.141                  | 7,1 %                 | 40.610              | 1,2 %            |          |
| Senatsreformgesetz           | 3.527.633             | 39,9 %             | 823.462                | 23,6 %              | 249.141                  | 7,1 %                 | 40.610              | 1,2 %            |          |

### Klage des Senats
Der Bayerische Senat klagte in der Folgezeit zunächst vor dem Bayerischen Verfassungsgerichtshof gegen seine Auflösung; dieser erklärte jedoch am 17. September 1999 den Volksentscheid für gültig. Der Senat wurde daraufhin mit Wirkung vom 1. Januar 2000 aufgelöst.
Auf der anderen Seite legte das Gericht jedoch fest, dass das Zustimmungsquorum für verfassungsändernde Volksentscheide künftig auf 25 Prozent erhöht werden solle. Vonseiten der ÖDP wurde gemutmaßt, dass diese Urteilsentscheidung – die dieses Volksbegehren nicht berührte, da es ein Quorum von 27,3 % erreicht hatte – eine Art Trostpreis für die CSU darstellen sollte. Daraufhin strengte die ÖDP ein Volksbegehren „Unabhängige Richter/innen“ an, wonach die Richter des Bayerischen Verfassungsgerichtshofs künftig mit Zweidrittelmehrheit des Landtags – analog der Wahl der Richter des Bundesverfassungsgerichts durch den Bundestag – gewählt werden müssten. Dies scheiterte jedoch.